# Добринінська (станція метро)
55°43′44″ пн. ш. 37°37′21″ сх. д. / 55.72889° пн. ш. 37.62250° сх. д.
«Добри́нінська» (рос. Добрынинская, у 1950—1961 рр. Серпуховська́) — станція Кільцевої лінії Московського метрополітену. Розташована між станціями «Павелецька» і «Жовтнева».
Станцію відкрито в 1950 у складі дільниці «Парк культури» — «Курська». До 6 червня 1961 мала назву «Серпуховська» — за однойменною площею. Сьогоденна назва — в пам'ять учасника Жовтневої революції, одного з організаторів Червоної Гвардії Замоскворіччя Петра Григоровича Добриніна, погруддя якого (роботи скульптора Г. Д. Распопова) встановлено в 1967 перед входом до наземного вестибюлю.

## Технічна характеристика
Конструкція станції — пілонна трисклепінна (глибина закладення — 35,5 м). Діаметр центрального залу — 9,5 м.

## Колійний розвиток
Станція без колійного розвитку.

## Оздоблення
Наземний вестибюль прикрашений портретом В. І. Леніна, виконаним зі смальти, і шістнадцятьма гербами союзних республік. На бічних панно роботи скульпторів Г. І. Рубльова і Б. В. Йорданського зображені трудящі на Червоній площі і парад спортсменів. Вестибюль освітлює величезна люстра з рубіновою зіркою. Вестибюль примітний також найбільшими у московському метро торшерами, що стоять по обидві сторони від ескалаторів.
Пілони оздоблені сірим мармуром «газган»; архітектурне оздоблення відтворює перспективні портали пам'яток давньоруського зодчества. Колійні стіни покриті червоним мармуром. Підлога викладена сірим і червоним гранітом . Тема декоративного оздоблення станції — праця радянського народу. Пілони декоровані барельєфами роботи Є. І. Янсон-Манізер, які зображують представників народів СРСР. У торці центрального залу знаходиться смальтові панно «Ранок космічної ери» (1967 , художник С. А. Павловський).
21 грудня 2006 — 11 червня 2008 було проведено реконструкцію станції. Спочатку вестибюль станції планувалося відкрити за рік після початку реконструкції, проте, через затримку постачання ескалаторів з петербурзького заводу, роботи з реконструкції вестибюля були продовжені до червня 2008. Під час реконструкції було оновлено наземний вестибюль станції — замінено гранітне покриття підлоги, відновлені ажурні вентиляційні гратки; за первинними кресленнями відновлені дерев'яні вхідні двері. Встановлено нові турнікети (типу УТ-2005). У вестибюлі також повністю оновлені касові приміщення, збільшено загальна кількість кас

## Вестибюлі і пересадки
Виходи здійснюються на Люсіновську вулицю і Садове кільце. В 1983 було побудовано перехід на станцію «Серпуховська» Серпуховсько-Тимірязівської лінії.
- Метростанцію  Серпуховська
- Автобуси: м9, м86, м90, с920, с932, Б, н8